# Sutter Creek
Sutter Creek è una cittadina di circa 3 000 abitanti situata nella contea di Amador in California appena a sud-est della città di Sacramento vicino a Jackson lungo la Highway 16. Dista pochi chilometri dalla città di Amador e dalle riserve indiane dei Pardee e dei Comanche. La sua popolazione è composta nella quasi totalità da discendenti di ex emigranti europei nelle seguenti percentuali: 17,4 % da tedeschi, 14,5 % da irlandesi, 12,9 % da inglesi, 12,6 % da italiani, 6,4 % da francesi e il 5,6 % da statunitensi.

## Storia
Fu fondata nel 1842 dall'impresario forestale John (Johannes) A. Sutter, un immigrato di origine svizzera, che vi stabilì permanentemente un campo base e una segheria per suoi boscaioli impegnati nel taglio degli abeti. Nella California contemporanea il generale Sutter è considerato il personaggio più intraprendente del periodo prima della febbre dell'oro. Nel 1850 l'accampamento sembrava sul punto di essere definitivamente abbandonato ma nel 1851 la scoperta di ricchi giacimenti di quarzo ne rivitalizzò la zona. 

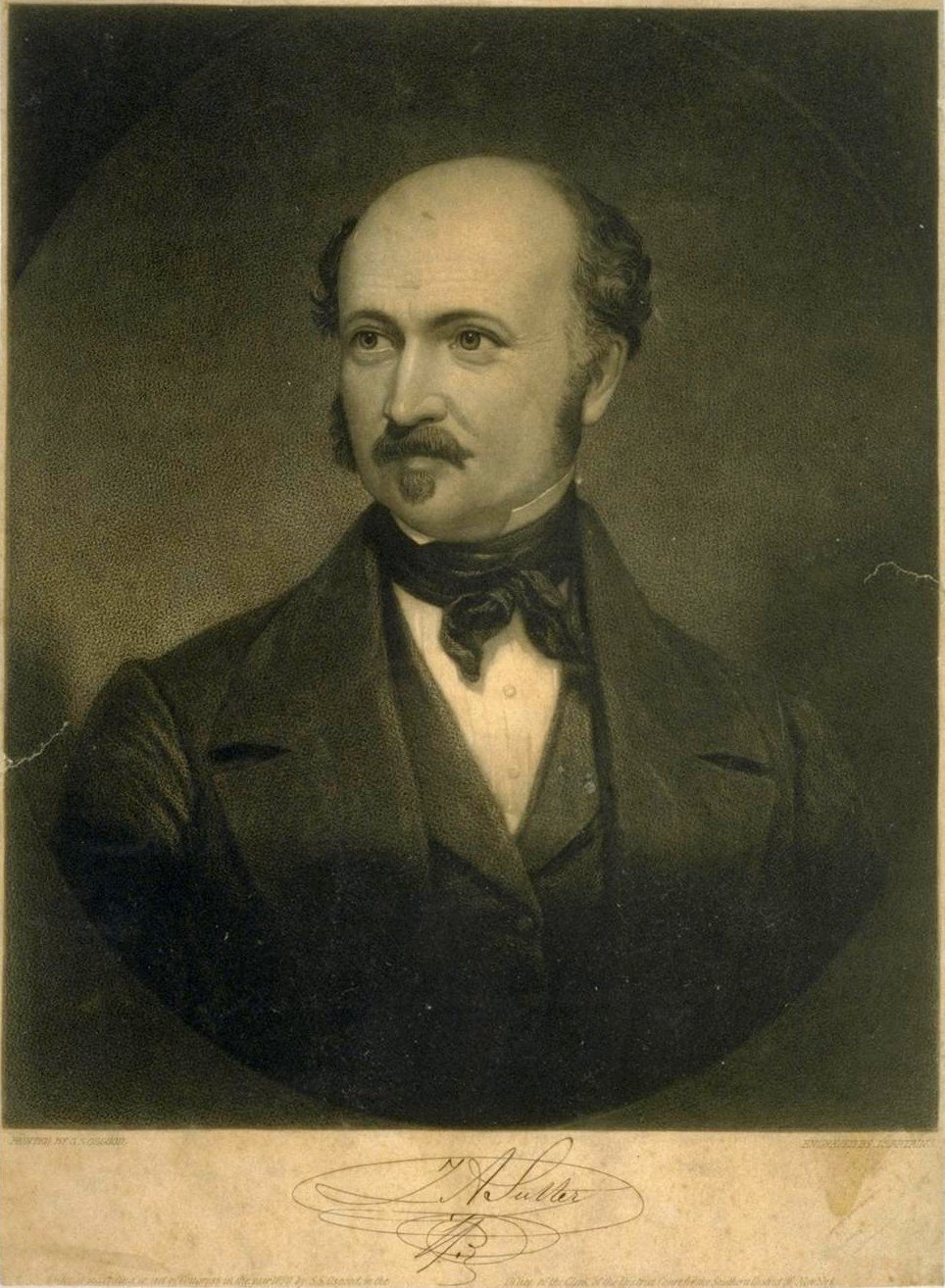
J.A. Sutter, il fondatore della città

Nel 1852 quando il “postermaster” Dwight Crandall aprì il celebre ufficio postale il villaggio contava solamente circa duecento abitanti, ma le attività commerciali erano in frenetica espansione con depositi per materiali, bar, hotel, forni e ristoranti. Nel 1854 con la scoperta nel suo territorio dell'oro accorsero numerose persone. I suoi torrenti e le colline circostanti furono completamente setacciate e la popolazione aumentò considerevolmente al punto che si trasformò in un grande villaggio.
I frequenti incendi del 1862, 1865, 1870, 1875, 1877 e del 1888 crearono numerosi danni alle abitazioni costituite da case in legno. Nel 1913 assunse il titolo amministrativo di città.  Nei suoi dintorni si trovano i resti delle vecchie miniere d'oro come l'Eureka Centrale, la Lincoln, la Wildman, la Mahoney, la Hayward e la celebre Freemont Mines ove lavorarono e morirono gli emigranti Magasini. Oggi queste restano a disposizione di un turismo avventuroso e selezionato, rovine affascinanti in luoghi di una bellezza incredibile.

## L'emigrazione Italiana
Il primo italiano nativo di  magasino a metter piede in California scendendo dal treno della ferrovia Transcontinentale fu, nel 1879 circa, Bortolo Venturini detto Bobe (1845-1910) accompagnato dalla moglie Margherita Cozzati e dalla figlioletta Giovanna (1878-?) che si stabilì a Bellinson località della cittadina di Hollister nella Contea di San Benito occupandosi come agricoltore fino al 1886.
Nel 1889 vi arrivò come carbonaio anche il fratello Federico detto Erede (1857-1915) con la moglie Caterina che vi diede alla luce i tre figli Maria, Riccardo e Alfredo, rimpatriarono tutti nel 1898. Invece nello stesso anno giunse, stabilendosi più a Nord a San Rafael nell'immediata periferia di San Francisco lavorando come fornaciaro, Giacomo Stefani detto Pis (1869-?) con la moglie Elena Venturini detta Socola (1877-1901) che, qualche mese dopo, diede alla luce il figlioletto Angelo.

### Minatori di professione
Per chi era intenzionato a guadagnare discretamente rischiando anche la salute l'unico mestiere che si presentava per gente priva di qualifiche professionali era quello del minatore.
Un folto gruppo di Magasini, scapoli o con famiglia, si orientò verso Sutter Creek, ove fin dal 1854 era in attività lo sfruttamento intensivo di numerosi consistenti giacimenti d'oro e tra questi il più conosciuto era quello chiamato Freemont Mines di proprietà dell'omonima società Freemont Mines Gold Incorporation.
L'industria estrattiva cessò definitivamente l'esercizio tra il 1920 e il 1957 non tanto per il naturale esaurimento dei filoni d'oro ma soprattutto perché i costi dell'estrazione erano oramai diventati insostenibili e il valore dello stesso metallo sui mercati internazionali era sceso considerevolmente.
Il lavoro in miniera era durissimo e già a partire dal 1º giugno del 1871 i minatori, i carpentieri e i trasportatori, tutti di origine straniera, tedeschi, irlandesi, inglesi, francesi e cinesi, si erano riuniti nell'Associazione Lavoratori della Contea di Amador rivendicando, con i primi scioperi e i conseguenti scontri violenti con l'autorità militare, migliori condizioni lavorative dai proprietari della compagnia mineraria.
Ma nelle viscere della terra, come scriveva un anziano figlio di emigrante, si continuava “a sudare e lavorare in miniere due o tre mille piedi sotto terra, in posti molto pericolosi e sporchi con poca paga. […] Tutti i minatori alla fine morivano con malattia polmonare e morivano giovani… si chiama “Blak Lung”, polmone nero. Tante volte cascavano le rocce e terra dall'alto, tanti sono rimasti morti. Caricavano i carri di materiale, tirati con i muli. Non c'erano solamente italiani, tanti polacchi e slavi. In quei tempi i padroni non erano obbligati a fare niente per la sicurezza dei lavoranti; andavano giù alla mattina però non sapevano per certo se arrivavano fuori da quel buco vivi alla fine del giorno” .
Altre occupazioni erano offerte dall'industria metallurgica nello stabilimento “Knight Foundry” in funzione dal 1873, dall'allevamento di bestiame bovino, dall'agricoltura come braccianti nei vasti campi di grano o nella raccolta delle noci e dalla produzione vinicola.